# Алханай (гора)
Алхана́й (бур. Алхана) — палеовулкан юрского периода (107—176 млн лет назад), расположенный в Забайкалье на территории одноимённого национального парка. Находится на Могойтуйском хребте в 28 километрах к северо-северо-западу от села Дульдурга.
Голец Алханай связан со множеством легенд бурятского народа и является одной из буддийских святынь.